# 阿萊安德羅·羅西
阿萊安德羅·羅西（義大利語：Aleandro Rosi；1987年5月17日—）是一位意大利足球運動員，在場上的位置是右後衛。他曾經效力於羅馬足球俱樂部。他曾經代表意大利各級國青隊參賽。